# Gyrinophilus
Gyrinophilus es un género compuesto por cuatro especies de anfibios caudados pertenecientes a la familia Plethodontidae. Se distribuyen por los Apalaches.

## Lista de especies
- Gyrinophilus gulolineatus Brandon, 1965
- Gyrinophilus palleucus McCrady, 1954
- Gyrinophilus porphyriticus (Green, 1827)
- Gyrinophilus subterraneus Besharse & Holsinger, 1977